# Abraham van Beijeren
Abraham van Beijeren est un peintre néerlandais, né vers 1620 à La Haye et mort en 1690 à Overschie.

## Biographie
Sans doute formé par son beau-frère Pieter de Putter, il travaille à Leyde en 1638, à La Haye de 1639 à 1657 et à Delft de 1657 à 1661. Il est à Amsterdam en 1672 et à Alkmaar en 1674. À partir de 1678, il vit à Overschie, où il meurt en 1690.

## Œuvres
Il commence sa carrière en tant que peintre de marines. Il se spécialise plus tard dans les peintures de poissons et élargit ses sujets en peignant des tables de banquet.
- La Marine d'argent, 1640-1650, Huile sur bois, 34 × 57 cm, Musée du Louvre, Paris[1]
- Nature morte, au Musée royal des beaux-arts, à Anvers.
- Nature morte fastueuse[2], collection privée, à Amsterdam
- Nature morte au homard (vers 1650) Alte Pinakothek, Munich
- Nature morte au homard, vers 1651, huile sur panneau, 115 × 89 cm, Collection privée, Vente Sotheby's 1995[3]
- Nature morte, vers 1665, huile sur toile, 126 × 106 cm, Rijksmuseum, Amsterdam[4]

"
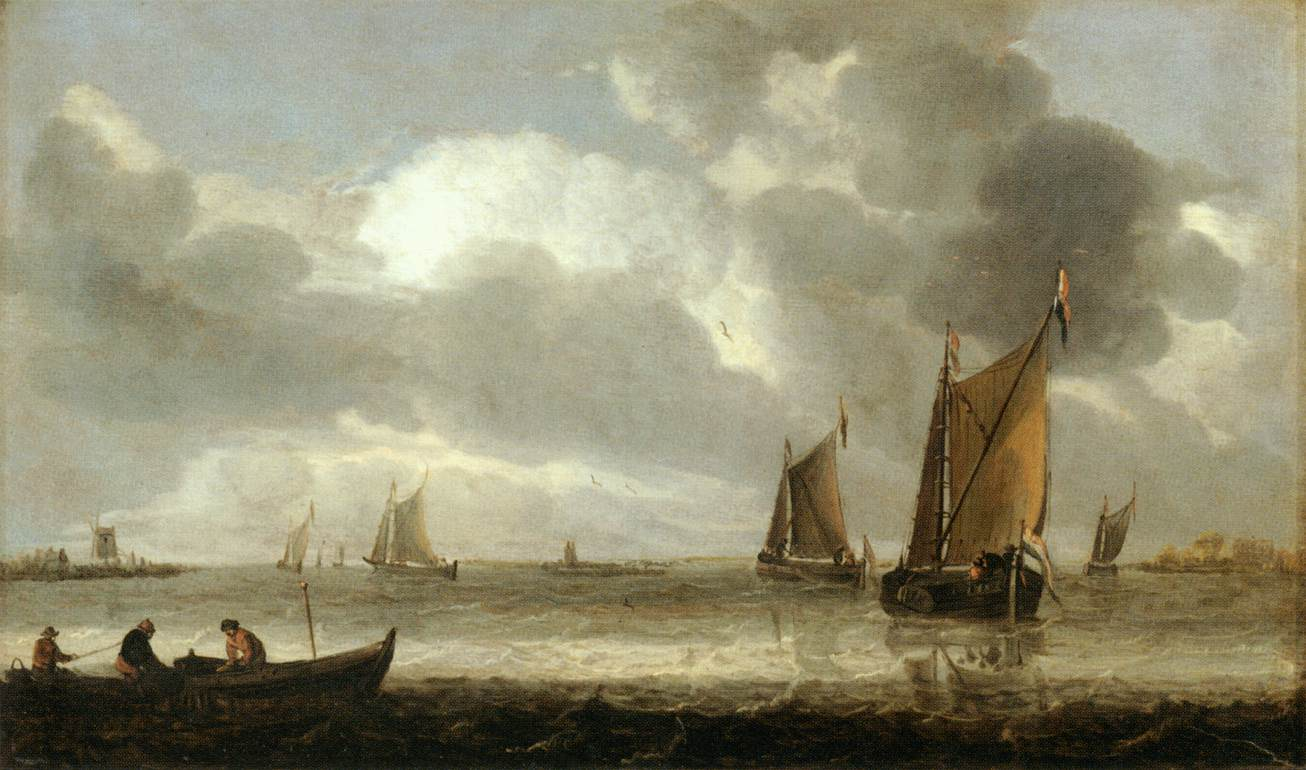
La Marine d'argent 1650-1660, Musée du Louvre
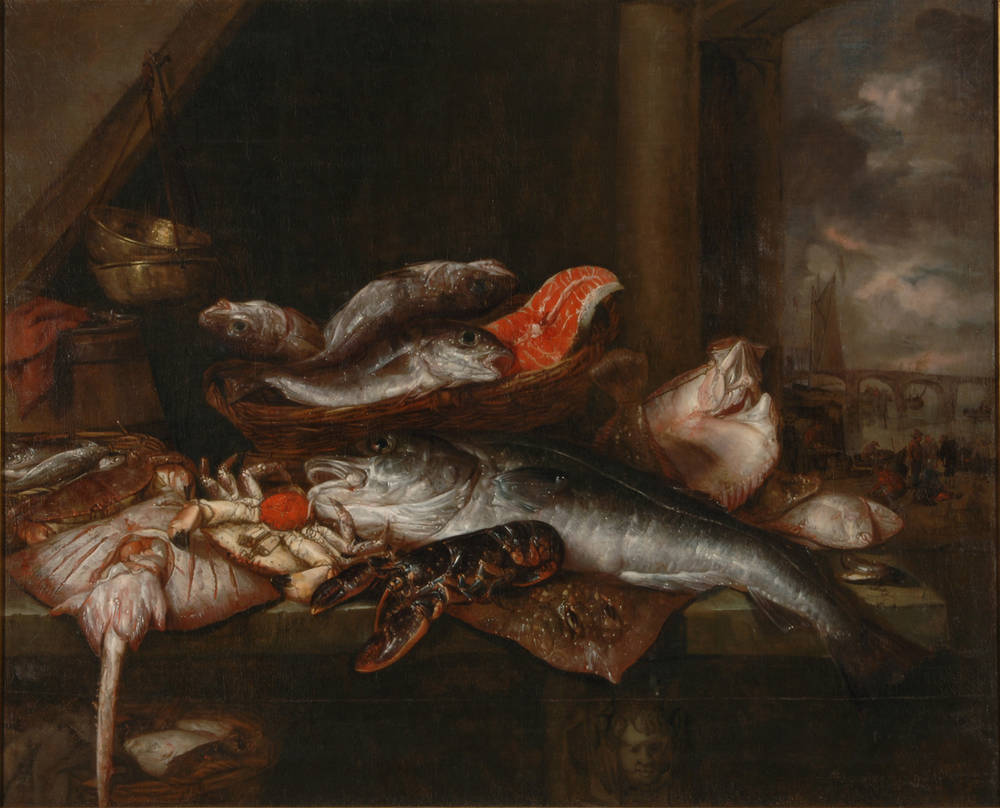
Nature morte aux poissons vers 1650, Dresde
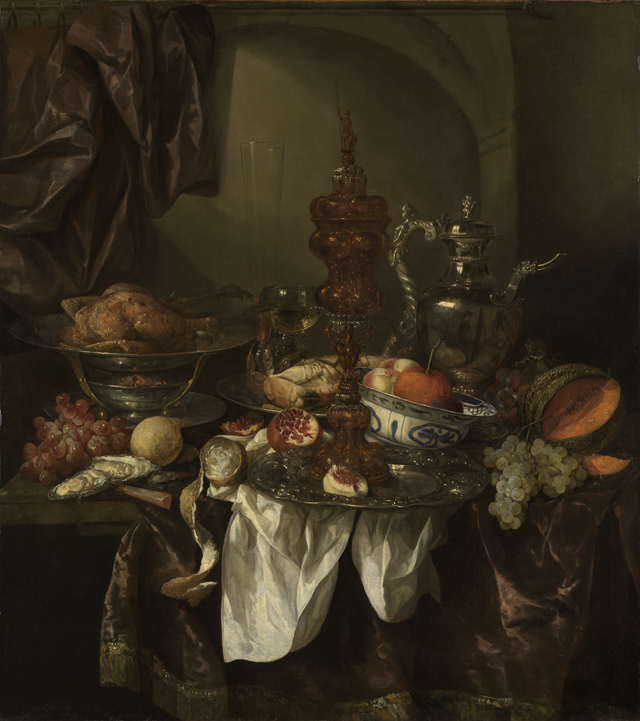
Nature morte avec serviette blanche 1650-1653, Karlsruhe
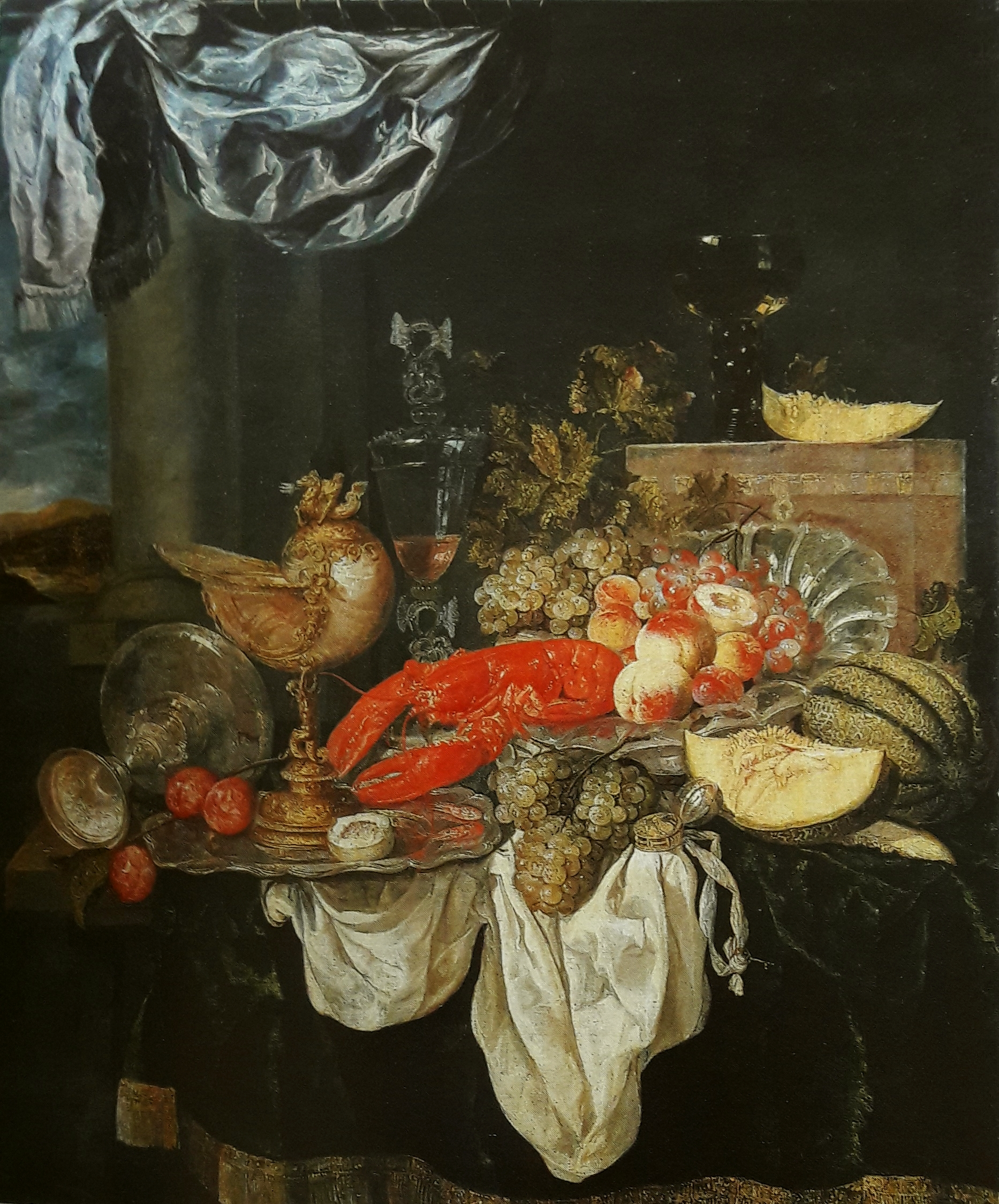
Nature morte au homard vers 1650, Alte Pinakothek, Munich
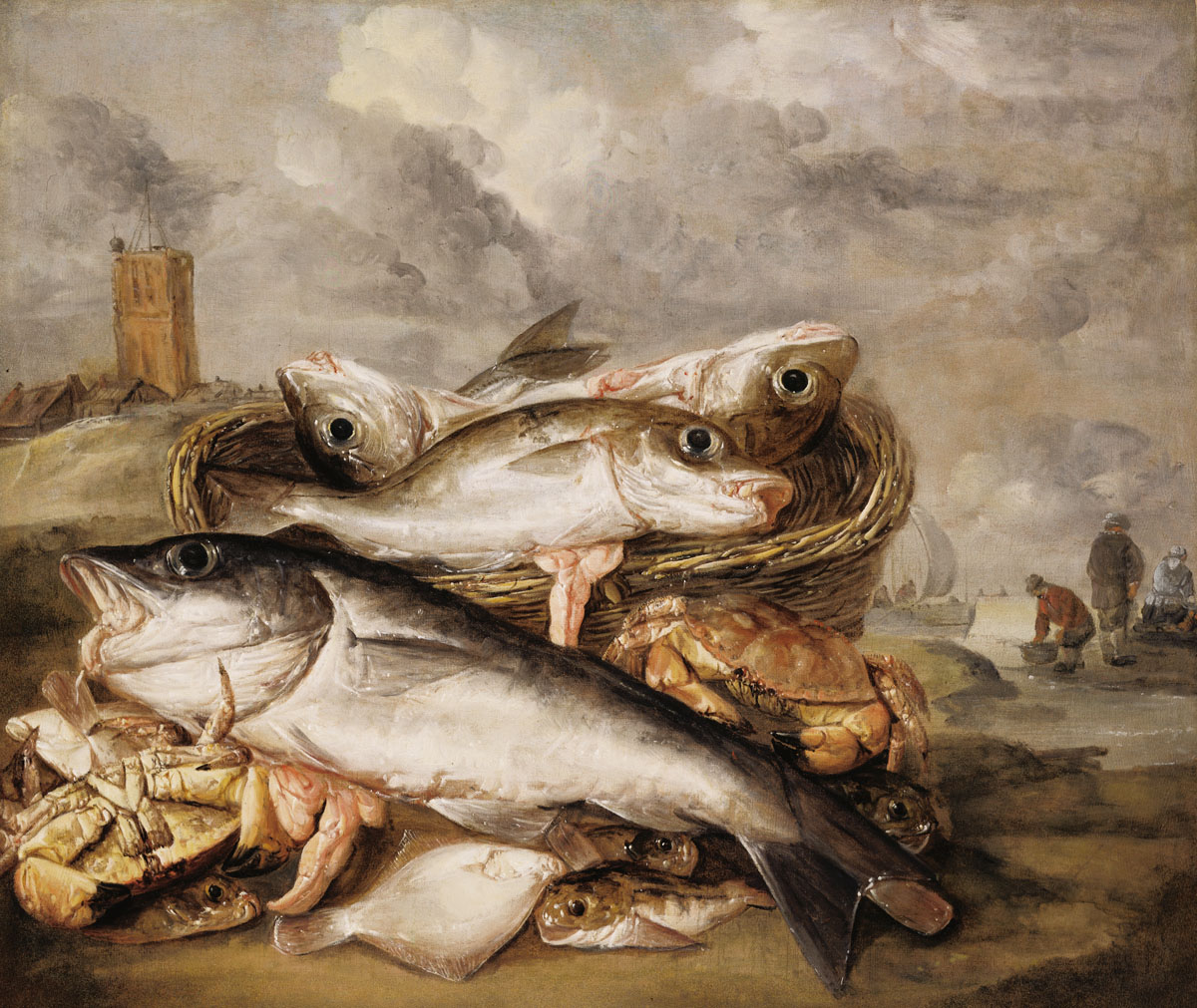
Nature morte de poisson sur la rive à Egmond aan Zee vers 1660, Musée des beaux-arts de Budapest